# Kerivoula kachinensis
Kerivoula kachinensis — вид рукокрилих родини Лиликові (Vespertilionidae).

## Поширення
Країни поширення: Лаос, М'янма, Таїланд, В'єтнам. У Лаосі він був записаний в діапазоні 150—800 м над рівнем моря. Мешкає в листяних і вічнозелених лісах.

## Загрози та охорона
Немає серйозних загроз для цього виду. Вид зареєстрований на кількох природоохоронних територіях.